# Calaix de sastre
Calaix de sastre (Cajón de sastre) es un diario personal en cincuenta y dos volúmenes escrito por Rafael de Amat y de Cortada, Barón de Maldá, a lo largo de su vida, desde los veintitrés años de edad (tres años después de casarse) hasta su muerte, es decir de 1769 a 1819. El título, Calaix de sastre, es el que le puso el propio autor, refiriéndose al lugar donde se guardan las cosas más diversas. Se considera uno de los textos más importantes de la narrativa catalana entre los siglos XV y XIX, además de un precedente del costumbrismo y del periodismo local. Supone también un documento histórico importante por su descripción detallada de hechos, acontecimientos y comportamientos sociales en la Cataluña de su época. Sin embargo, nunca ha sido publicado completo sino únicamente algunas recopilaciones de fragmentos. Se conserva una copia en el Archivo Histórico de la Ciudad de Barcelona.

## Motivación y objetivos
En la época del Calaix de sastre la escritura de diarios era habitual en todas las clases sociales, en especial entre personas que por su trabajo debían tomar anotaciones cotidianas prácticas, como por ejemplo, los comerciantes. Felipe Cirera, famoso cocinero del palacio episcopal, lo recomendaba a las amas de casa para controlar los gastos. Los campesinos mezclaban aspectos de economía doméstica con hechos de la comunidad. Los nobles escribían diarios con anécdotas personales simplemente por el gusto de recoger información y porque estaban muy pendientes del colectivo que formaban, pero, al contrario de lo que pasaría más tarde, no había ninguna intención de publicación sino que el diario se restringía a un uso íntimo y personal. Más tarde sí que los escritos autobiográficos se escribían para el público y muchas veces para justificar hechos y acciones.
Para el barón de Maldà fue una afición que simplemente le reportaba una satisfacción personal. Empezó con la idea de que fuera como una pequeña gaceta periodística, en una época en que todavía no existían los grandes medios de comunicación de masas actuales, pero había mucho interés en enterarse de noticias fiables y diferenciarlas de los falsos rumores. Se interesaba por noticias variadas, de política, lo que pasaba en la ciudad de Barcelona, de innovaciones mecánicas o de su familia y criados, pero también lo que hoy se podría considerar chismes y que para él era curiosidad e interés por lo que hacían sus vecinos. Poco a poco empezaron a tomar importancia las fiestas y los viajes, y más tarde él mismo escribe en su diario que leía fragmentos en voz alta en pequeñas reuniones, para distraer y hacer reír a los amigos. La lectura en voz alta en pequeños grupos era una diversión muy apreciada y bien valorada por la sociedad.
Más tarde, se añade también de manera progresiva una nueva motivación de reflexión personal: ordenar sus propios pensamientos y vivencias y de procurar un espacio íntimo. En sus viajes solía tomar algunos textos propios antiguos para revisarlos y corregirlos, como distracción y como vía de escape para combatir el mal humor, la desazón y las preocupaciones. Otra motivación era mostrar sus conocimientos específicos, por ejemplo en música, y escribir sobre cosas que le gustaban, como la propia música o la descripción de paisajes, etc. además de dar su punto de vista y opinión sobre lo que narraba.

## Contenido
El barón de Maldà escribía en su diario todo lo que hacía a lo largo de la jornada, la vida de su familia y la de los otros nobles que visitaba, además de noticias y crónica social. Describía con mucho detalle las fiestas y manifestaciones culturales diversas. En ocasiones señaladas enumeraba todos los platos y golosinas del menú, así como la presentación, los manteles y los cubiertos. Se fijaba mucho en la apariencia física y el vestuario. Sin embargo, no aparecen reflejadas las clases sociales bajas urbanas, a excepción de algunos de sus criados más cercanos, seguramente porque no tenía ningún contacto. Tampoco hay muchos comentarios sobre campesinos.
En cuanto a la gastronomía cuenta, por ejemplo, que las comidas de las clases acomodadas consistían en cinco platos y que eran siempre a base de carne. El pescado quedaba relegado a la Cuaresma y la leche de vaca, que se consideraba nociva para la salud, solamente se bebía como remedio prescrito por el médico, cuando se estaba enfermo. Los helados y sorbetes eran habituales en las recepciones, y los arroces y las tortillas para las excursiones. En algunas ocasiones, los comensales se empachaban de tanta cantidad que eran capaces de comer. Esto último les pasaba a los ricos, como el barón mismo, ya que la mayoría de la población comía fundamentalmente a base de patatas y cebollas.

## Estilo
La organización de sus escritos la hacía por días, adecuadamente fechados. El artículo correspondiente diario empezaba con la fecha, el día de la semana, el santo y el tiempo que hacía. A continuación, cada día se ordenaban las noticias por orden de importancia, primero las más importantes y al final las anécdotas. En un principio era más neutro, pero cuando empezó a escribir para hacer reír, describía escenas, si bien verídicas, ridiculizadas, e insistía más en pasajes que pretendían ser satíricos. Para conseguirlo no dudó en hablar de ronquidos, pedos y otras consideraciones escatológicas. Hay que explicar que en aquella época no se consideraba grosero y de mal gusto sino que era muy celebrado y que existía toda una tradición festivo-escatológica y una literatura desinhibida con este tema. El Calaix de sastre es subjetivo, el autor aprovecha para criticar las costumbres con las que no está de acuerdo, y en particular las nuevas formas sociales y actitudes que aparecen en una época tan llena de cambios radicales como la suya. Tampoco le gusta la nueva clase obrera que nacerá de la Revolución Industrial, la clase más baja socialmente en la ciudad, que trabaja en las primeras fábricas, llamada «gente de fábrica» y que, por su comportamiento y miseria, él considera peligrosa. Escribe sin un método especial, incluso puede parecer que lo hace descuidadamente. Parece que el estilo es barroco aunque Albert Rossich lo ha considerado rococó.

## Publicaciones
No se ha editado nunca el Calaix de sastre entero, pero sí algunos fragmentos seleccionados por épocas, en diez volúmenes diferentes. También se han hecho algunas recopilaciones por temas, como por ejemplo:
- Xocolata cada día: a taula amb el baró de Maldà (ISBN 84-8264-510-2)
- Exili de Barcelona i viatge a Vic, 1808,[15] publicado en 1991 por la Abadía de Montserrat en colaboración con el Ayuntamiento de Vich. Además de la parte de Calaix de sastre correspondiente a la Guerra del Francés o la ocupación de Barcelona por parte de los franceses (de setiembre a noviembre de 1808), contiene una larga introducción donde se explican los hechos históricos en los que aparece y se analiza la figura del barón de Maldà y el conjunto del Calaix de sastre.
- Viatge a Maldà y Anada a Montserrat,[16] editados conjuntamente en un mismo volumen, por la Abadía de Montserrat en 1986. El viatge a Maldà es un trozo continuo del Calaix de Sastre en el que el barón describe todos los pueblos de Cataluña por los que va pasando. Anada a Montserrat es un texto mucho más breve. También incluye algunas páginas que hablan de viajes del barón a Villafranca del Panadés, Tarragona y Piera.
- Costums i tradicions religiosos de Barcelona es una recopilación en 93 páginas en las que el barón describe las tradiciones católicas que vivió, editado por Akribos en 1987 a cargo de Mn. Josep Maria Martí i Bonet, archivero del Obispado de Barcelona.

Otras publicaciones contienen fragmentos del Calaix de sastre en recopilaciones temáticas de textos junto con otros de diferentes autores, como Alexandre Galí en 1954 y Ramon Boixareu en diversos volúmenes desde 1984. Un ejemplo es Revolució a Barcelona el 1789, en el que hay textos del diario del barón de Maldà, pero también del Conde de Creixell, o también El col·legi de la bona vida, publicada con la pieza de teatro Lucrecia, de Juan Ramis.